# 코모도어 CDTV
코모도어 CDTV(Commodore CDTV)는 1991년 4월에 발매된 비디오 게임 콘솔로, 아미가 500에 CD 드라이브가 있는 버전이다.
CDTV는 "Commodore Dynamic Total Vision"의 약자이다. 발매된 게임은 63개이다.